# Obentraut-Kapelle

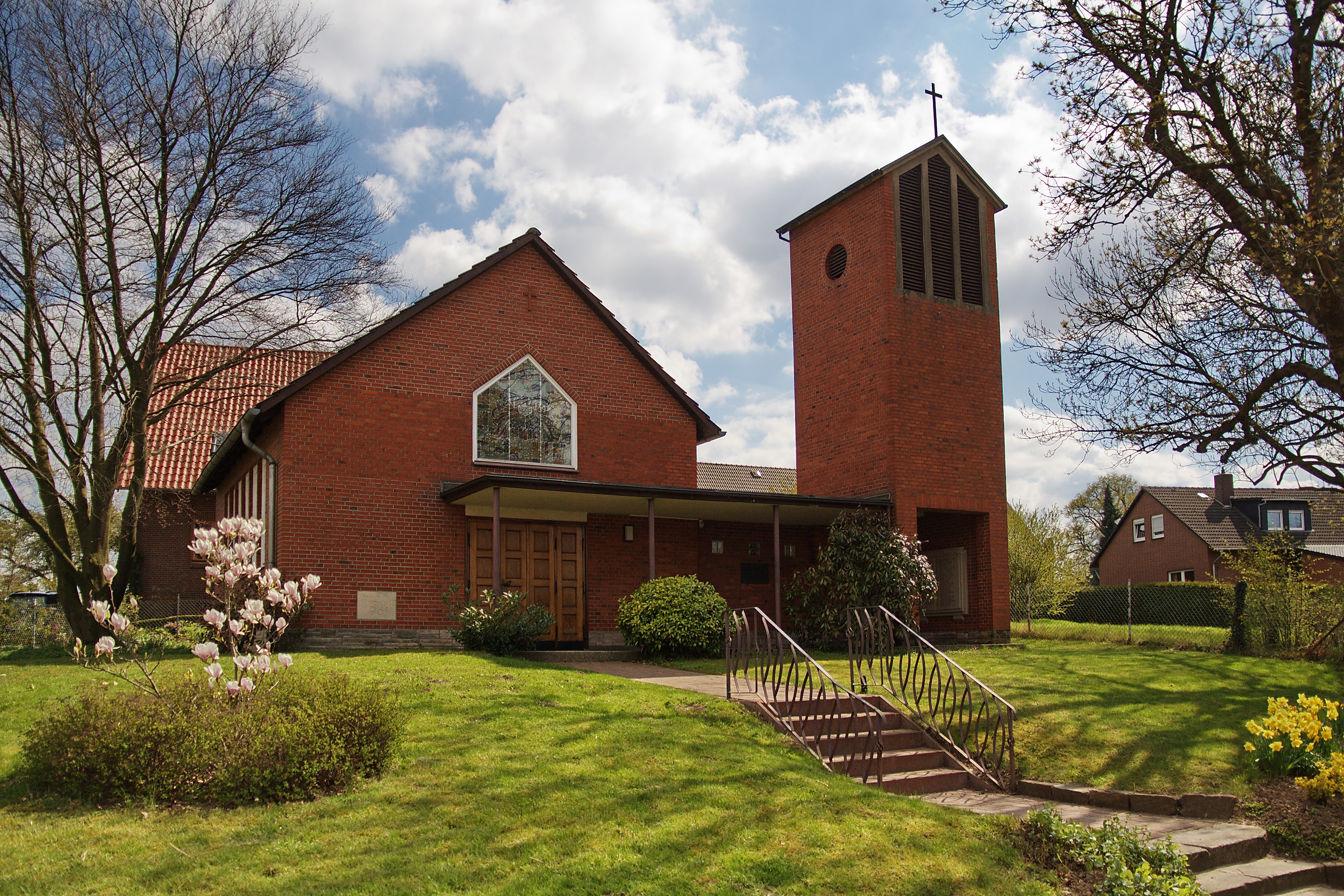
Obentraut-Kapelle

Die evangelisch-lutherische Obentraut-Kapelle ist ein Sakralbau in Döteberg bei Seelze. Sie gehört zur evangelisch-lutherischen Barbarakirchengemeinde Harenberg-Döteberg.

## Geschichte
Die gradlinig und schnörkellos gehaltene Obentraut-Kapelle wurde im Jahre 1961 von dem Architekten Friedrich Biester gebaut und 1963 eingeweiht. Sie ist benannt nach dem protestantischen Feldherrn Hans Michael Elias von Obentraut, der während einer Schlacht im Dreißigjährigen Krieg in Seelze gefallen ist. Die Kapelle steht auf einem Grundstück, auf dem vorher ein Denkmal für die Gefallenen der beiden Weltkriege stand. Die Denkmalplatten wurden später in den Kirchturm integriert.

## Glocke
Die Glocke stammt aus dem Jahr 1728 und ist eine Stiftung der Witwe des von 1701 bis 1713 hier tätigen Pastors Dannenberg. Bevor die Kapelle die Glocke erhielt, hatte sie ihren Platz in einem freistehenden Glockenturm in der Nähe des ersten Schulgebäudes, ab 1915 schmückte sie das neue Schulgebäude von Döteberg. Nach einer Erweiterung des Schulgebäudes wurde die Glocke nicht weiter verwendet und bis zur Errichtung der Kapelle eingelagert.